# Жіноча семирічна школа ім. Королеви Софії
Жіноча семирічна школа ім. Королеви Софії — пам'ятка архітектури місцевого значення кінця XIX ст. в місті Івано-Франківськ.

## Історія
Будівля зведена в 1895 р у стилі неоготики. Архітектор — Я. Лемпіцький. Пам'ятка містобудування і архітектури місцевого значення, охоронний номер у Державному реєстрі нерухомих пам'яток України — 250-іф.

## Сьогодення
Сьогодні на першому поверсі споруди знаходяться соціальні служби для молоді. Решта будівлі пустує.